# Échelle d'évaluation de la douleur
Les échelles d'évaluation de la douleur sont des outils pour aider à identifier et à quantifier sa propre douleur (échelles d'auto-évaluation) ou celle d'autrui (échelle d'hétéro-évaluation). Elles sont principalement utilisées en médecine et notamment dans le cas de la douleur chronique.
L'auto-évaluation est une méthode centrale ; ainsi, la personne est amenée à situer sa propre douleur sur une échelle.
Quand l'auto-évaluation n'est pas possible ou lorsqu'elle est insuffisante, il existe d'autres échelles spécifiques en fonction des classes d'âges et des capacités à l'exprimer verbalement. On distingue alors les enfants, les adultes, les personnes âgées ainsi que les personnes déficitaires moteurs et/ou intellectuels.

## Objectifs
Dans le milieu médical, l'évaluation de la douleur permet une bonne prise en charge du patient, et est nécessaire pour proposer une thérapeutique adaptée à l'intensité et à d'autres caractéristiques de la douleur.

## Méthodes d'auto-évaluation
L'auto-évaluation n'est pas qu'une évaluation de la douleur, c'est également une manière de communiquer avec l'équipe médicale. Dans le cas de douleurs chroniques notamment, la cotation de la douleur n'indique pas uniquement la douleur ressentie, mais globalement l'altération de la qualité de vie et la détresse émotionnelle.

### Échelle numérique (EN)
Le système le plus simple et le plus couramment utilisé est l'échelle numérique (EN) qui consiste à demander au patient de noter sa douleur de 0 à 10, 0 étant l'absence de douleur et 10 la douleur maximale imaginable,.

### Échelle visuelle analogique (EVA)

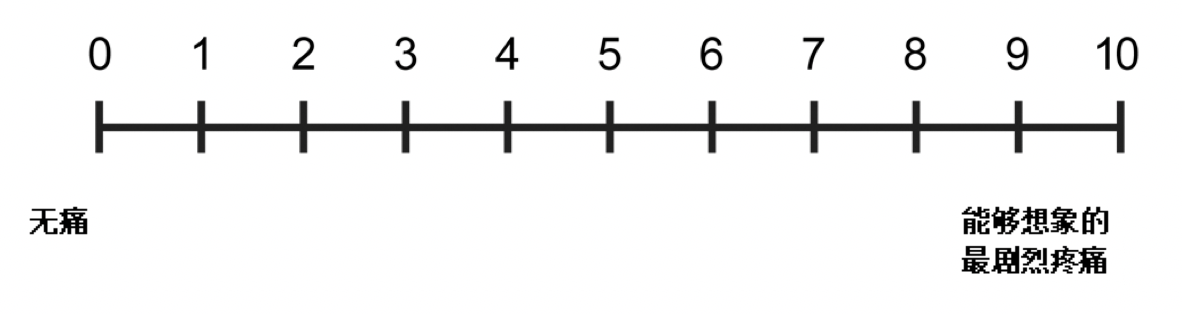
Échelle visuelle analogique.

L'échelle visuelle analogique ou EVA consiste à présenter une réglette graduée et à demander au patient de positionner un curseur, la position à gauche étant l'absence de douleur et la position à droite une douleur insupportable. Côté praticien, la réglette est graduée de 0 à 10 cm, cependant on donne la valeur désignée en mm. Ainsi, 10 mm désigne une légère incommodation et 100 mm une douleur insupportable. Une estimation supérieure à 50 mm est en général considérée comme étant une douleur importante devant être prise en compte spécifiquement (c'est-à-dire qu'il faut prendre en compte également la douleur et pas seulement le traumatisme et la maladie).

### Échelle verbale simple (EVS)
L'« échelle verbale simple » (EVS) est utilisée : une série d'adjectifs est proposée au patient pour qualifier la douleur (absente > faible > modérée > intense > extrêmement intense), qui est ensuite convertie en une valeur numérique (de 0 pour absente à 4 pour la douleur maximale).

### Échelle verbale relative (EVR)
Dans certains cas, l'« échelle verbale relative » (EVR) est utilisée. Le principe est similaire à l'EVS, mais les différents types de douleur et leurs répercussions sont distingués et quantifiés comme notamment : fourmillements, décharges électriques, élancement, coup de poignard, douleur énervante et épuisante.

## Évaluation de la douleur chez l'enfant
Dans le cas des enfants, les échelles présentées précédemment ne peuvent pas toujours être utilisées. C'est notamment le cas aux stades préverbaux (nourrissons), pour les jeunes enfants et pour ceux qui sont atteints de troubles cognitifs ou de communication. C'est pour cela que des outils spécifiques ont été développés. Si l'enfant ne peut pas auto-évaluer sa douleur, on utilise des échelles d'hétéro-évaluation de la douleur, par exemple basées sur les pleurs, cris, gémissements ; sur les mimiques du visage (yeux plissés et/ou sourcils froncés et/ou bouche crispée, sur les mouvements (agitation et/ou se raidissement, et/ou crispation, tremblement…) ; sur les positions du corps (attitude inhabituelle et/ou antalgique et/ou de protection et/ou immobilité) ; ou encore sur la relation avec autrui (l'enfant peut-il être consolé et/ou s'intéresse-t-il aux jeux et/ou communique-t-il avec son entourage ?)… Ces évaluations sont faites, dans la mesure du possible, au repos ou au calme, puis via un examen clinique (mobilisation ou palpation pour détection et évaluation de la zone douloureuse par l’infirmière ou le médecin).

### Méthodes d'auto-évaluation

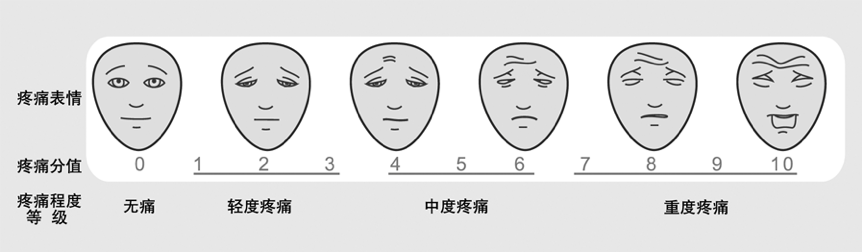
Échelle des visages.

- EVENDOL© : échelle d'évaluation de la douleur chez le jeune enfant (< 6 ans)
- Échelle des visages.

### Méthodes d'hétéro-évaluation
Chez les plus jeunes enfants ainsi que chez les nouveau-nés (à à 5 ans), il est nécessaire de recourir à des hétéro-évaluations. Des outils validés et standardisés ont été mis en place pour observer et tenter de mesurer la douleur dans ce groupe d'âge.
- échelle des visages ;
- OPS : échelle d'évaluation de la douleur adaptée aux enfants de moins de 5 ans ;
- DAN : échelle (comportementale) d'évaluation de la douleur aiguë du nouveau-né[8] ;
- EDIN ou EDINN : L'échelle de douleur et d'inconfort du nouveau-né et du nourrisson.

## Évaluation de la douleur chez l'adulte
- QDSA : questionnaire multidimensionnel d'évaluation de la douleur de l'adulte
- ALGOPLUS : échelle d'évaluation de la douleur si troubles de la communication verbale
- Échelle BPS (Behavioral Pain Scale) : échelle comportementale de la douleur

## Évaluation de la douleur chez la personne âgée
- Échelle Doloplus[9] (est fréquemment utilisée),
- DOLOPLUS 2 : échelle d'évaluation comportementale de la douleur chez la personne âgée
- L'échelle comportementale de la douleur chez la personne âgée (ECPA)[10].
- Échelle GARONNE : grille d'évaluation de la douleur du sujet âgé non communicant
- ALGOPLUS : échelle d'évaluation de la douleur si troubles de la communication verbale

## Évaluation de la douleur chez les patients polyhandicapés
Des échelles ont été mises au point pour évaluer la douleur chez des patients polyhandicapés, notamment l'échelle San Salvadour.

## Ne pas passer d'une échelle à l'autre
Selon une étude ayant comparé 3 échelles différentes (deux étant autoévaluatives et la troisième étant hétéro-évaluative), en 1996, chez 875 patients de plus de 15 ans, en service d'urgence, l'échelle d'hétéro-évaluation minimise la douleur par rapport aux échelles d'auto-évaluation, mais « l'évolution de la douleur dans le temps est appréciée de façon identique par l'échelle d'hétéro-évaluation et l'échelle d'auto-évaluation numérique. L'échelle visuelle d'auto-évaluation surestime les variations de la douleur dans le temps par rapport aux autres échelles. L'évaluation de la douleur aux urgences peut être faite par les échelles utilisées pour les douleurs chroniques. L'absence d'échelle de référence ne permet pas de savoir si une échelle est meilleure que l'autre, on peut simplement dire que les résultats fournis par chacune des échelles de mesure de la douleur, étudiées dans ce travail, ne sont pas superposables ». Les bilans de douleur et les travaux de recherche devraient donc indiquer quelle 'échelle de mesure ils ont utilisé, et ne pas comparer entre eux des résultats basés sur des échelles différentes.

## Recherche et prospective
En 2001, John Schwoebel et ses collègues ont montré que certains types de douleur affectent notre image mentale du corps se mouvant dans l'espace (« schéma corporel »); Ainsi, quand on demande à des personnes souffrant de douleur chronique dans un bras de dire si des images de mains montraient une main gauche ou une main droite (Ces mains étaient présentées dans différentes positions), les participants doivent imaginer que leur propre main bouge, jusqu'à ce qu'elle soit alignée avec la main présentée par l'image. Plus cette position était difficile à imaginer (par exemple, à cause de contraintes physiques), plus cela prenait du temps. Si une personne a, par exemple, un bras douloureux, le fait dimaginer de grands mouvements de ce bras lui prend plus de temps pour ce membre que pour l'autre non douloureux; Chez les personnes sans douleur, il n'y a pas de différence de temps entre les deux bras. La douleur peut donc affecter notre schéma corporel et en particulier notre façon de nous représenter mentalement nos mouvements dans notre esprit. Selon les auteurs, des tests basés sur ce principe pourraient permettre une mesure objective de la douleur.